# Drillia patriciae
Drillia patriciae é uma espécie de gastrópode do gênero Drillia, pertencente a família Drilliidae.